# 1962-es labdarúgó-világbajnokság (1. csoport)
Az 1962-es labdarúgó-világbajnokság 1. csoportjának mérkőzéseit május 30. és június 7. között játszották. A csoportban a Szovjetunió, Jugoszlávia, Uruguay és a világbajnoki mezőnyben újonc Kolumbia szerepelt.
A csoportból a Szovjetunió és Jugoszlávia jutott tovább az első két helyen. A mérkőzéseken összesen 25 gól esett.

## Végeredmény
| #  | Csapat      | M | Gy | D | V | Rg | Kg | Gá   | P |
| -- | ----------- | - | -- | - | - | -- | -- | ---- | - |
| 1. | Szovjetunió | 3 | 2  | 1 | 0 | 8  | 5  | 1,60 | 5 |
| 2. | Jugoszlávia | 3 | 2  | 0 | 1 | 8  | 3  | 2,67 | 4 |
| 3. | Uruguay     | 3 | 1  | 0 | 2 | 4  | 6  | 0,67 | 2 |
| 4. | Kolumbia    | 3 | 0  | 1 | 2 | 5  | 11 | 0,45 | 1 |

## Mérkőzések

### Uruguay – Kolumbia
| 1962. május 30. 15:00 |

| Uruguay               | 2–1               | Kolumbia               |
| --------------------- | ----------------- | ---------------------- |
| Sasía 56' Cubilla 75' | (0–1) Jegyzőkönyv | Zuluaga 19' (11-esből) |

| Estadio Carlos Dittborn, Arica Nézőszám: 7 908 Játékvezető: Dorogi Andor (magyar) Asszisztensek: João Etzel Filho (brazil), Karol Galba (csehszlovák) |

| Uruguay | Kolumbia |

| GK                   | 1  | Roberto Sosa     |
| RB                   | 2  | Horacio Troche   |
| CB                   | 3  | Emilio Álvarez   |
| CB                   | 18 | Eliseo Álvarez   |
| LB                   | 4  | Omar Méndez      |
| RH                   | 10 | Pedro Rocha      |
| LH                   | 5  | Néstor Gonçalves |
| OR                   | 11 | Luis Cubilla     |
| IR                   | 19 | Ronald Langón    |
| IL                   | 9  | José Sasía       |
| OL                   | 7  | Domingo Pérez    |
| Szövetségi kapitány: |    |                  |
| Juan Carlos Corazzo  |    |                  |

| GK                   | 1  | Efraín Sánchez    |
| RB                   | 3  | Francisco Zuluaga |
| CB                   | 5  | Jaime González    |
| CB                   | 11 | Óscar López       |
| LB                   | 8  | Héctor Echeverri  |
| RH                   | 9  | Jaime Silva       |
| LH                   | 15 | Marco Coll        |
| OR                   | 13 | Germán Aceros     |
| IR                   | 17 | Marino Klinger    |
| IL                   | 19 | Delio Gamboa      |
| OL                   | 22 | Jairo Arias       |
| Szövetségi kapitány: |    |                   |
| Adolfo Pedernera     |    |                   |

### Szovjetunió – Jugoszlávia
| 1962. május 31. 15:00 |

| Szovjetunió                  | 2–0               | Jugoszlávia |
| ---------------------------- | ----------------- | ----------- |
| Ivanov 51' Ponyegyelnyik 83' | (0–0) Jegyzőkönyv |             |

| Estadio Carlos Dittborn, Arica Nézőszám: 15 000 Játékvezető: Dusch (német) Asszisztensek: João Etzel Filho (brazil), Carlos Robles (chilei) |

| Szovjetunió | Jugoszlávia |

| GK                   | 1  | Lev Jasin            |
| RB                   | 4  | Eduard Dubinszkij    |
| CB                   | 7  | Anatolij Maszljonkin |
| LB                   | 6  | Leonīds Ostrovskis   |
| RH                   | 12 | Valerij Voronyin     |
| LH                   | 10 | Igor Nyetto          |
| OR                   | 18 | Szlava Metreveli     |
| IR                   | 14 | Valentyin Ivanov     |
| CF                   | 19 | Viktor Ponyegyelnyik |
| IL                   | 15 | Viktor Kanyevszkij   |
| OL                   | 17 | Mihail Meszhi        |
| Szövetségi kapitány: |    |                      |
| Gavriil Kacsalin     |    |                      |

| GK                                    | 1  | Milutin Šoškić      |
| RB                                    | 2  | Vladimir Durković   |
| CB                                    | 5  | Vlatko Marković     |
| LB                                    | 3  | Fahrudin Jusufi     |
| RH                                    | 15 | Željko Matuš        |
| LH                                    | 6  | Vladica Popović     |
| OR                                    | 16 | Muhamed Mujić       |
| IR                                    | 8  | Dragoslav Šekularac |
| CF                                    | 9  | Dražan Jerković     |
| IL                                    | 10 | Milan Galić         |
| OL                                    | 11 | Josip Skoblar       |
| Szövetségi kapitányok:                |    |                     |
| Ljubomir Lovrić & Prvoslav Mihajlović |    |                     |

### Jugoszlávia – Uruguay
| 1962. június 2. 15:00 |

| Jugoszlávia                                               | 3–1               | Uruguay                 |
| --------------------------------------------------------- | ----------------- | ----------------------- |
| Skoblar 25' (11-esből) Galić 29' Jerković 49' Popović 71′ | (2–1) Jegyzőkönyv | Cabrera 19' Cabrera 71′ |

| Estadio Carlos Dittborn, Arica Nézőszám: 8 829 Játékvezető: Galba (csehszlovák) Asszisztensek: Albert Dusch (NSZK), Cesare Jonni (olasz) |

| Jugoszlávia | Uruguay |

| GK                                    | 1  | Milutin Šoškić      |     |
| RB                                    | 2  | Vladimir Durković   |     |
| CB                                    | 5  | Vlatko Marković     |     |
| LB                                    | 3  | Fahrudin Jusufi     |     |
| RH                                    | 4  | Petar Radaković     |     |
| LH                                    | 6  | Vladica Popović     | 71′ |
| OR                                    | 17 | Vojislav Melić      |     |
| IR                                    | 8  | Dragoslav Šekularac |     |
| CF                                    | 9  | Dražan Jerković     |     |
| IL                                    | 10 | Milan Galić         |     |
| OL                                    | 11 | Josip Skoblar       |     |
| Szövetségi kapitányok:                |    |                     |     |
| Ljubomir Lovrić & Prvoslav Mihajlović |    |                     |     |

| GK                   | 1  | Roberto Sosa     |     |
| RB                   | 2  | Horacio Troche   |     |
| CB                   | 3  | Emilio Álvarez   |     |
| CB                   | 18 | Eliseo Álvarez   |     |
| LB                   | 4  | Omar Méndez      |     |
| RH                   | 10 | Pedro Rocha      |     |
| LH                   | 5  | Néstor Gonçalves |     |
| OR                   | 20 | Mario Bergara    |     |
| IR                   | 22 | Ángel Cabrera    | 71′ |
| IL                   | 9  | José Sasía       |     |
| OL                   | 7  | Domingo Pérez    |     |
| Szövetségi kapitány: |    |                  |     |
| Juan Carlos Corazzo  |    |                  |     |

### Szovjetunió – Kolumbia
| 1962. június 3. 15:00 |

| Szovjetunió                                    | 4–4               | Kolumbia                                 |
| ---------------------------------------------- | ----------------- | ---------------------------------------- |
| Ivanov 8' 11' Csiszlenko 10' Ponyegyelnyik 56' | (3–1) Jegyzőkönyv | Aceros 21' Coll 68' Rada 72' Klinger 86' |

| Estadio Carlos Dittborn, Arica Nézőszám: 8 040 Játékvezető: João Etzel Filho (brazil) Asszisztensek: Dorogi Andor (magyar), Carlos Robles (chilei) |

| Szovjetunió | Kolumbia |

| GK                   | 1  | Lev Jasin            |
| RB                   | 5  | Givi Csoheli         |
| CB                   | 7  | Anatolij Maszljonkin |
| LB                   | 6  | Leonīds Ostrovskis   |
| RH                   | 12 | Valerij Voronyin     |
| LH                   | 10 | Igor Nyetto          |
| OR                   | 22 | Igor Csiszlenko      |
| IR                   | 14 | Valentyin Ivanov     |
| CF                   | 19 | Viktor Ponyegyelnyik |
| IL                   | 15 | Viktor Kanyevszkij   |
| OL                   | 17 | Mihail Meszhi        |
| Szövetségi kapitány: |    |                      |
| Gavriil Kacsalin     |    |                      |

| GK                   | 1  | Efraín Sánchez   |
| RB                   | 4  | Aníbal Alzate    |
| CB                   | 5  | Jaime González   |
| CB                   | 11 | Óscar López      |
| LB                   | 8  | Héctor Echeverri |
| RH                   | 10 | Rolando Serrano  |
| LH                   | 15 | Marco Coll       |
| OR                   | 13 | Germán Aceros    |
| IR                   | 17 | Marino Klinger   |
| IL                   | 20 | Antonio Rada     |
| OL                   | 21 | Héctor González  |
| Szövetségi kapitány: |    |                  |
| Adolfo Pedernera     |    |                  |

### Szovjetunió – Uruguay
| 1962. június 6. 15:00 |

| Szovjetunió            | 2–1               | Uruguay   |
| ---------------------- | ----------------- | --------- |
| Mamikin 38' Ivanov 89' | (1–0) Jegyzőkönyv | Sasía 54' |

| Estadio Carlos Dittborn, Arica Nézőszám: 9 973 Játékvezető: Jonni (olasz) Asszisztensek: Dorogi Andor (magyar), Albert Dusch (NSZK) |

| Szovjetunió | Uruguay |

| GK                   | 1  | Lev Jasin            |
| RB                   | 5  | Givi Csoheli         |
| CB                   | 7  | Anatolij Maszljonkin |
| LB                   | 6  | Leonīds Ostrovskis   |
| RH                   | 12 | Valerij Voronyin     |
| LH                   | 10 | Igor Nyetto          |
| OR                   | 22 | Igor Csiszlenko      |
| IR                   | 14 | Valentyin Ivanov     |
| CF                   | 19 | Viktor Ponyegyelnyik |
| IL                   | 16 | Alekszej Mamikin     |
| OL                   | 21 | Galimzjan Huszainov  |
| Szövetségi kapitány: |    |                      |
| Gavriil Kacsalin     |    |                      |

| GK                   | 1  | Roberto Sosa       |
| RB                   | 2  | Horacio Troche     |
| CB                   | 3  | Emilio Álvarez     |
| CB                   | 18 | Eliseo Álvarez     |
| LB                   | 4  | Omar Méndez        |
| RH                   | 8  | Julio César Cortés |
| LH                   | 5  | Néstor Gonçalves   |
| OR                   | 11 | Luis Cubilla       |
| IR                   | 22 | Ángel Cabrera      |
| IL                   | 9  | José Sasía         |
| OL                   | 7  | Domingo Pérez      |
| Szövetségi kapitány: |    |                    |
| Juan Carlos Corazzo  |    |                    |

### Jugoszlávia – Kolumbia
| 1962. június 7. 15:00 |

| Jugoszlávia                              | 5–0               | Kolumbia |
| ---------------------------------------- | ----------------- | -------- |
| Galić 20' 61' Jerković 25' 87' Melić 82' | (2–0) Jegyzőkönyv |          |

| Estadio Carlos Dittborn, Arica Nézőszám: 7 167 Játékvezető: Carlos Robles (chilei) Asszisztensek: Cesare Jonni (olasz), Karol Galba (csehszlovák) |

| Jugoszlávia | Kolumbia |

| GK                                    | 1  | Milutin Šoškić      |
| RB                                    | 2  | Vladimir Durković   |
| CB                                    | 5  | Vlatko Marković     |
| LB                                    | 3  | Fahrudin Jusufi     |
| RH                                    | 4  | Petar Radaković     |
| LH                                    | 6  | Vladica Popović     |
| OR                                    | 17 | Vojislav Melić      |
| IR                                    | 8  | Dragoslav Šekularac |
| CF                                    | 9  | Dražan Jerković     |
| IL                                    | 10 | Milan Galić         |
| OL                                    | 7  | Andrija Anković     |
| Szövetségi kapitányok:                |    |                     |
| Ljubomir Lovrić & Prvoslav Mihajlović |    |                     |

| GK                   | 1  | Efraín Sánchez   |
| RB                   | 4  | Aníbal Alzate    |
| CB                   | 5  | Jaime González   |
| CB                   | 11 | Óscar López      |
| LB                   | 8  | Héctor Echeverri |
| RH                   | 10 | Rolando Serrano  |
| LH                   | 15 | Marco Coll       |
| OR                   | 13 | Germán Aceros    |
| IR                   | 17 | Marino Klinger   |
| IL                   | 20 | Antonio Rada     |
| OL                   | 21 | Héctor González  |
| Szövetségi kapitány: |    |                  |
| Adolfo Pedernera     |    |                  |